# The Woman Under Oath
The Woman Under Oath is een Amerikaanse dramafilm uit 1919 onder regie van John M. Stahl. Destijds werd de film in Nederland uitgebracht onder de titel De vrouw onder eede.

## Verhaal
De jonge expeditieklerk Jim O'Neil staat terecht voor de moord op zijn werkgever Edward Knox. Tijdens het proces zetelt de schrijfster Grace Norton als eerste vrouwelijke jurylid in New York. De geliefde van Jim beweert dat ze werd verkracht, toen ze na diens ontslag bij Knox ging pleiten om hem weer in dienst te nemen. Jim zelf verklaart dat hij de intentie had om zijn werkgever te vermoorden, maar dat hij hem bij aankomst dood aantrof. Tijdens de nachtelijke beraadslaging zit de jury in een patstelling van elf tegen een. Alleen Grace blijft geloven in de onschuld van Jim. Wanneer ze 's morgens het bericht krijgt dat haar zus Edith is gestorven, bekent Grace ten overstaan van de juryleden dat zij zelf de dader is. Knox had zich namelijk vergrepen aan haar zus Edith en hij wilde zijn belofte niet gestand doen om met haar te trouwen. De jury besluit dat Jim onschuldig is en de leden komen overeen om het geheim van Grace niet te onthullen.

## Rolverdeling
| Acteur           | Personage                   |
| ---------------- | --------------------------- |
| Florence Reed    | Grace Norton                |
| Hugh Thompson    | John Schuyler               |
| Gareth Hughes    | Jim O'Neil                  |
| David Powell     | Edward Knox                 |
| Florida Kingsley | Mevrouw O'Neil              |
| Mildred Cheshire | Helen                       |
| May McAvoy       | Edith Norton                |
| Harold Entwistle | Rechter                     |
| Tom McGuire      | Officier van justitie       |
| Walter McEwen    | Advocaat van de verdediging |
| Edward Brennan   | Griffier                    |
| Frank De Camp    | Juryvoorzitter              |
| Edward Elkas     | Jurylid                     |
| Jane Jennings    |                             |